# Спейтс, Маррис
Маррис Аким Спейтс (англ. Marreese Akeem Speights; род. 4 августа 1987 года в Сент-Питерсберге, штат Флорида, США) — американский бывший профессиональный баскетболист. Играл за «Флоридских аллигаторов» — команду из Флоридского университета. Вместе с ней стал чемпионом NCAA в 2007 году. Был выбран в первом раунде драфта 2008 командой «Филадельфия Севенти Сиксерс».

## Карьера в колледже
Спейтс начал карьеру во Флориде в 2006, набирая 4 очка и делая 2 подбора в среднем за 6 минут, проведенных на площадке. Он был вынужден оставаться большую часть времени на скамейке запасных из-за большого количества «больших» в команде: Эла Хорфорда, Джоакима Ноа и Криса Ричарда. Сезон 2007-08 игрок провел более удачно, набирая 14,5 очков, 8,1 подборов и 1,4 блок-шотов в среднем за игру. После своего второго сезона в колледже Спейтс решил объявить о выставлении своей кандидатуры на драфте НБА 2008.

## Карьера в НБА
Маррис Спейтс был выбран «Филадельфией Севенти Сиксерс» под общим 16-м номером драфта 2008. Дебютный сезон стал лучшим для игрока: Спейтс сыграл 79 игр, забивая более половины бросков с игры и более 77 % с линии штрафного броска. Следующий сезон начался для игрока на высоком уровне. В 5 из 10 первых игр сезона Спейтс набирал 15 очков и более. Но 14 ноября 2009 года в игре с «Чикаго Буллз» спортсмен получил травму левого колена и выбыл на месяц. После своего возвращения 16 декабря Спейтс стал получать все меньше игрового времени, по большей части из-за возросшего уровня игры Элтона Бренда. В сезоне 2010-11 «Филадельфия» назначила своим тренером Дугласа Коллинза. Знаменитый своим оборонительным баскетболом, Коллинз урезал игровое время Спейтса до минимума. Маррис, предпочитающий атакующий баскетбол, не раз конфликтовал с главным тренером. Все это выразилось в 5,4 очков и 3,3 подборов в среднем за игру, что является худшими показателями в карьере для спортсмена.
4 января 2012 года он был обменян в «Мемфис Гриззлис».

## Статистика

### Статистика в НБА
| Сезон                                                                                    | Команда      | Регулярный сезон | Регулярный сезон | Регулярный сезон | Регулярный сезон | Регулярный сезон | Регулярный сезон | Регулярный сезон | Регулярный сезон | Регулярный сезон | Регулярный сезон | Регулярный сезон | Серия плей-офф | Серия плей-офф | Серия плей-офф | Серия плей-офф | Серия плей-офф | Серия плей-офф | Серия плей-офф | Серия плей-офф | Серия плей-офф | Серия плей-офф | Серия плей-офф |
| Сезон                                                                                    | Команда      | GP               | GS               | MPG              | FG%              | 3P%              | FT%              | RPG              | APG              | SPG              | BPG              | PPG              | GP             | GS             | MPG            | FG%            | 3P%            | FT%            | RPG            | APG            | SPG            | BPG            | PPG            |
| ---------------------------------------------------------------------------------------- | ------------ | ---------------- | ---------------- | ---------------- | ---------------- | ---------------- | ---------------- | ---------------- | ---------------- | ---------------- | ---------------- | ---------------- | -------------- | -------------- | -------------- | -------------- | -------------- | -------------- | -------------- | -------------- | -------------- | -------------- | -------------- |
| 2008/09                                                                                  | Филадельфия  | 79               | 2                | 16,0             | 50,2             | 25,0             | 77,3             | 3,7              | 0,4              | 0,3              | 0,7              | 7,7              | 3              | 0              | 9,7            | 42,9           | -              | 75,0           | 2,0            | 0,0            | 0,0            | 0,0            | 3,0            |
| 2009/10                                                                                  | Филадельфия  | 62               | 1                | 16,4             | 47,7             | 0,0              | 74,5             | 4,1              | 0,6              | 0,5              | 0,5              | 8,6              | Не участвовал  | Не участвовал  | Не участвовал  | Не участвовал  | Не участвовал  | Не участвовал  | Не участвовал  | Не участвовал  | Не участвовал  | Не участвовал  | Не участвовал  |
| 2010/11                                                                                  | Филадельфия  | 64               | 1                | 11,5             | 49,5             | 25,0             | 75,3             | 3,3              | 0,5              | 0,1              | 0,3              | 5,4              | 2              | 0              | 10,4           | 16,7           | -              | -              | 3,0            | 0,5            | 0,0            | 0,5            | 2,0            |
| 2011/12                                                                                  | Мемфис       | 60               | 54               | 22,4             | 45,3             | 0,0              | 77,1             | 6,2              | 0,8              | 0,4              | 0,5              | 8,8              | 7              | 0              | 14,3           | 48,8           | -              | 60,0           | 4,3            | 0,3            | 0,4            | 0,4            | 6,6            |
| 2012/13                                                                                  | Мемфис       | 40               | 2                | 14,5             | 42,9             | 40,0             | 71,6             | 4,7              | 0,5              | 0,3              | 0,7              | 6,6              | Не участвовал  | Не участвовал  | Не участвовал  | Не участвовал  | Не участвовал  | Не участвовал  | Не участвовал  | Не участвовал  | Не участвовал  | Не участвовал  | Не участвовал  |
| 2012/13                                                                                  | Кливленд     | 39               | 1                | 18,5             | 45,7             | 20,0             | 80,6             | 5,1              | 0,7              | 0,4              | 0,7              | 10,2             | Не участвовал  | Не участвовал  | Не участвовал  | Не участвовал  | Не участвовал  | Не участвовал  | Не участвовал  | Не участвовал  | Не участвовал  | Не участвовал  | Не участвовал  |
| 2013/14                                                                                  | Голден Стэйт | 79               | 3                | 12,4             | 44,1             | 25,8             | 82,1             | 3,7              | 0,4              | 0,1              | 0,4              | 6,4              | 7              | 0              | 9,7            | 52,8           | -              | 50,0           | 3,1            | 0,4            | 0,3            | 0,6            | 6,3            |
| 2014/15                                                                                  | Голден Стэйт | 76               | 9                | 15,9             | 49,2             | 27,8             | 84,3             | 4,3              | 0,9              | 0,3              | 0,4              | 10,4             | 10             | 0              | 6,7            | 33,3           | -              | 60,0           | 2,1            | 0,4            | 0,4            | 0,3            | 3,7            |
| 2015/16                                                                                  | Голден Стэйт | 72               | 0                | 11,6             | 43,2             | 38,7             | 82,5             | 3,3              | 0,8              | 0,3              | 0,5              | 7,1              | 24             | 0              | 8,4            | 39,0           | 41,9           | 77,4           | 2,0            | 0,5            | 0,1            | 0,3            | 5,6            |
| 2016/17                                                                                  | Клипперс     | 82               | 2                | 15,7             | 44,5             | 37,2             | 87,6             | 4,5              | 0,8              | 0,3              | 0,5              | 8,7              | 7              | 2              | 14,0           | 43,2           | 35,0           | 70,0           | 2,9            | 0,4            | 0,3            | 0,4            | 6,6            |
| 2017/18                                                                                  | Орландо      | 52               | 3                | 13,0             | 39,5             | 36,9             | 72,7             | 2,6              | 0,8              | 0,2              | 0,4              | 7,7              | Не участвовал  | Не участвовал  | Не участвовал  | Не участвовал  | Не участвовал  | Не участвовал  | Не участвовал  | Не участвовал  | Не участвовал  | Не участвовал  | Не участвовал  |
|                                                                                          | Всего        | 705              | 78               | 15,1             | 45,9             | 35,6             | 79,7             | 4,1              | 0,7              | 0,3              | 0,5              | 7,9              | 60             | 2              | 9,7            | 41,0           | 39,7           | 67,1           | 2,5            | 0,4            | 0,2            | 0,4            | 5,3            |
| Наведите курсор мыши на аббревиатуры в заголовке таблицы, чтобы прочесть их расшифровку. |              |                  |                  |                  |                  |                  |                  |                  |                  |                  |                  |                  |                |                |                |                |                |                |                |                |                |                |                |